# Fiasque
Une fiasque ou parfois encore un fiasco est une bouteille clissée à long col et à panse rebondie ou large, garnie de pailles ou d'un tressage protecteur au moins de sa base inférieure à sa plus grande largeur.

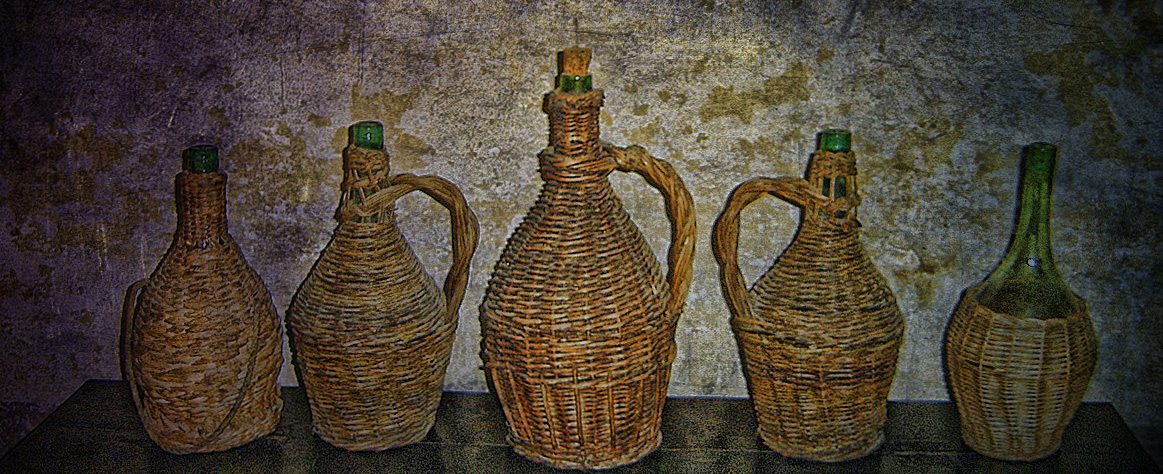
Anciennes fiasques conservées dans la cuisine de la Rocca de Dozza.

## Origine du mot, ses dérivés
Le mot désigne aussi une ancienne mesure italienne calibrée de liquide, de l'ordre d'une bouteille de vin ou d'un flacon de mesure. Le français l'emprunte en 1808 au mot italien féminin fiasca ou fiasce, qui proviendrait au XVIe siècle du mot toscan de genre masculin fiasco, désignant simplement une bouteille. L'écrivain Stendhal préfère encore en 1818 le mot fiasco tel quel, son choix puriste suggérant une origine dialectale piémontaise ou savoyarde à fiasque. Le mot toscan fiasco proviendrait du mot bas latin de genre masculin flasco, flascōnis, désignant une « bouteille de vin ». Notons que le mot latin de genre féminin flasca,æ désigne dans l'antiquité gréco-romaine un vase pour le vin, mais aussi une outre ou une tasse en cuir, avec déjà probablement une acception de mesure quel que soit le contenant. Le terme latin de genre incertain tantôt masculin tantôt féminin a laissé flaska en germanique ancien, flache en ancien français et même le flacon en français.
Stendhal rapporte en 1822 le mot d'argot théâtral italien « fiasco », qualifiant par métaphore un spectacle de théâtre ou d'opéra désastreux ou calamiteux qui provoque la dispersion ou l'ire du public recherché. En effet, la locution italienne fare fiasco littéralement faire fiasco signifie à l'origine « échouer », le navire sans bon appareillage ou mal gouverné étant soumis aux aléas de la même façon qu'une bouteille flottant et dérivant sur les eaux.

## Caractéristiques
La taille est variable, mais le volume est facilement contrôlable. Les fiasques paysannes sont souvent de grosses bouteilles de plusieurs litres, équivalentes à un tonnelet. Une fiasque de grande dimension peut s'appeler une dame-jeanne.
Le tressage ou paillage, destiné à amortir les chocs, peut aussi couvrir toute la surface du verre, formant en plus une ou plusieurs anses facilitant le transport.
Une fiasque est d'abord un récipient ou bouteille spécifique, pouvant contenir du vin ou d'autres alcools forts, jus, élixir ou liquides de garde différents. Du fait de la forme du goulot, la quantité manipulée peut être ajustée facilement par remplissage des fiasques calibrées, à l'aide d'un entonnoir.
Mais la fiasque est encore souvent caractéristique de la Toscane viticole, mais aussi de certains vignobles de la Campanie (« vins blancs dorés d'Ischia », loué par Alphonse de Lamartine) ou d'un grand nombre de régions italiennes ou en contact avec celles-ci, par exemple la Savoie.
La fiasque toscane est paillée (ou clissée) principalement sous deux formes : florentine à bandes verticales (utilisée exclusivement dans le commerce des vins) et siennoise à cordons horizontaux.
Dans le monde entier, elle a souvent symbolisé le vin de Chianti. Aujourd'hui, pour raison d'économie et de praticité, la fiasque n'est presque plus usitée en Toscane et est remplacée par une bouteille de type dite « bordelaise » : elle est désormais souvenir de touristes ou objet de collection.

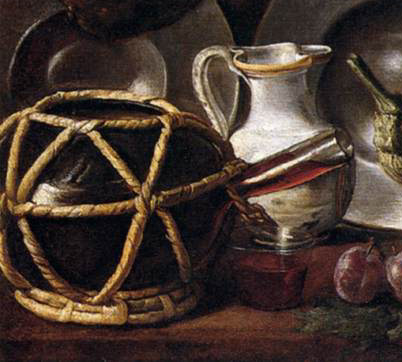
Fiasco à cordons et mailles larges. Détails d'une nature morte de Jacopo Chimenti, seconde moitié du XVIe siècle.
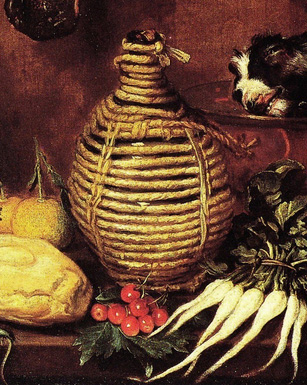
Fiasco à cordons horizontaux. Détails d'une nature morte de Jacopo Chimenti, seconde moitié du XVIe siècle.
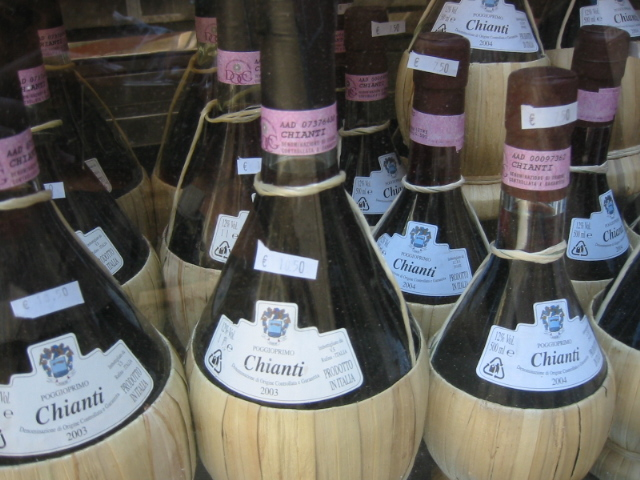
Vin de Chianti, flacons avec paillage contemporain.

## Arts et histoire

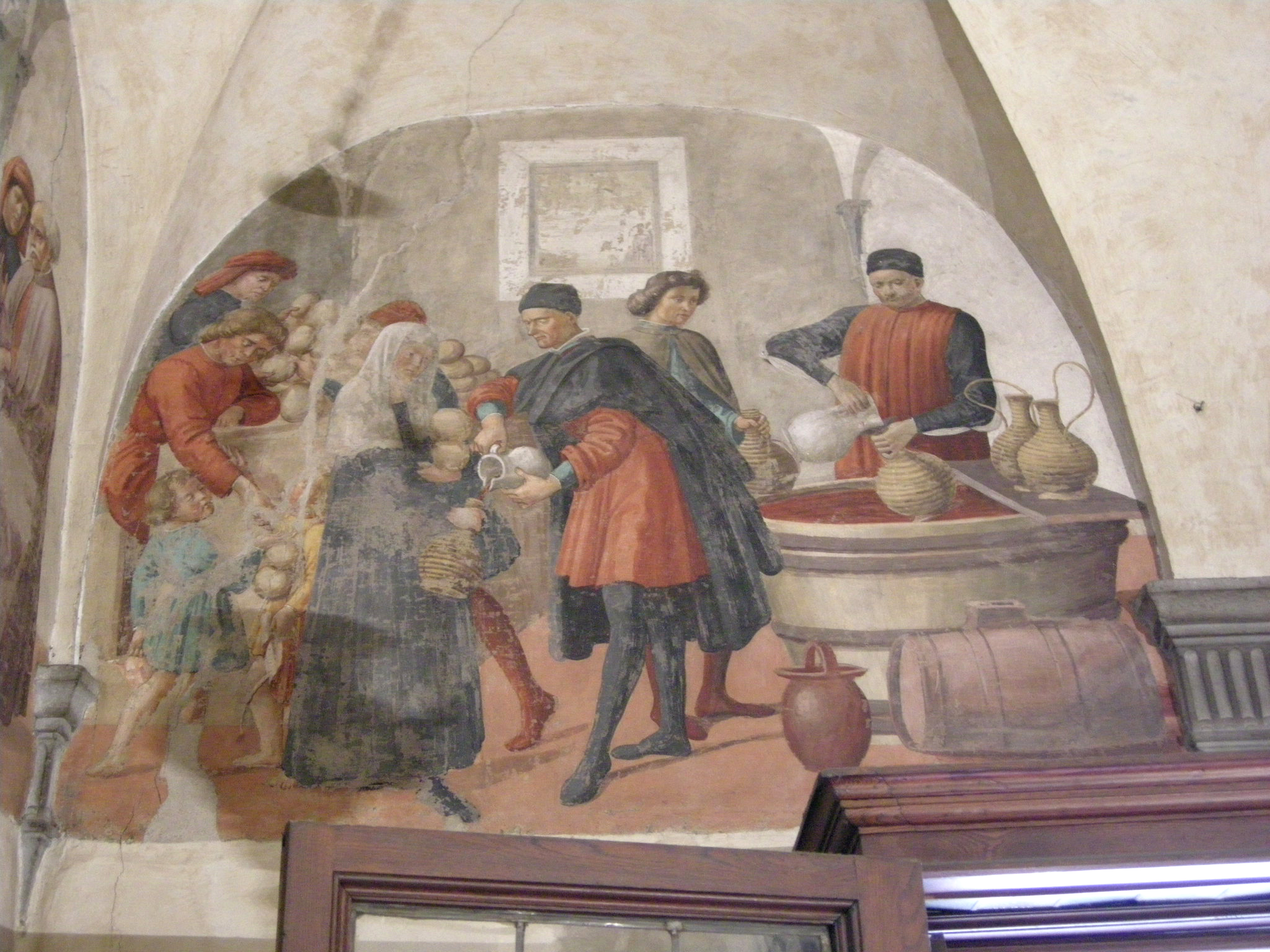
Fiasques représentées dans une fresque du XVe siècle attribuée à l'atelier de Domenico Ghirlandaio, et située dans l'oratoire Buonomini di San Martino, à Florence.

Dès le XVe siècle, la fiasque est représentée dans plusieurs fresques de l'oratoire des Buonomini di San Martinno (it).

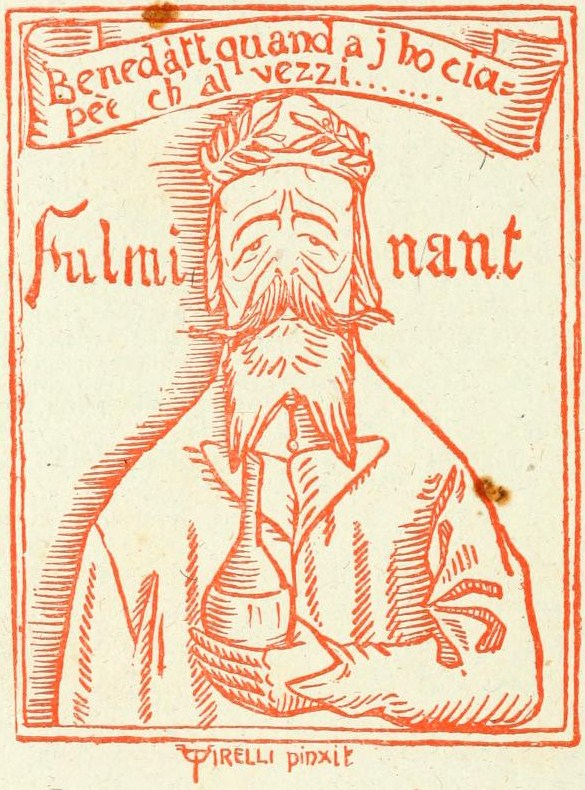
Allégorie de l'« Académie de la fiasque », société festive modénaise fondée par Angelo Fortunato Formiggini.

Au fil des siècles, elle est un des éléments de nombreuses natures mortes d'artistes tels Jacopo Chimenti da Empoli, Marie Egner, Cézanne, Carlo Carrà, Johannes Hendrik Eversen (nl), Guido Borelli…
Il a existé une Accademia del fiasco (Académie de la fiasque), société festive fondée à Modène à la fin du XIXe siècle par le philosophe italien Angelo Fortunato Formiggini encore jeune étudiant.